# Pedro Spínola
Pedro Bruno Pereira Spínola (* 20. August 1983 in Funchal) ist ein portugiesischer Handballspieler, der zumeist auf Rückraum rechts eingesetzt wird.
Der 1,87 m große und 88 kg schwere Linkshänder spielte zunächst für den portugiesischen Verein Alto do Moinho. Ab 2004 lief er für Belenenses Lissabon auf, mit dem er im EHF-Pokal 2008/09 sein internationales Debüt gab und 40 Treffer erzielte. 2009 wechselte er zum FC Porto (Rückennummer 13), mit dem er 2010, 2011, 2012, 2013 und 2014 Meister wurde. Mit Porto erreichte er das Achtelfinale im EHF-Pokal 2010/11 und 2011/12 sowie die Gruppenphase der EHF Champions League 2013/14, in der er 23 Tore erzielte. Im Sommer 2014 wechselte er zu Sporting Lissabon. Während der Saison 2015/16 wechselte er zu Académico Basket Clube. Ab 2017 spielte er für den Schweizer Verein BSV Bern. In der Saison 2021/22 stand er bei Boa-Hora und Vitória FC unter Vertrag.
Pedro Spínola stand im Aufgebot der portugiesischen Nationalmannschaft. Bisher bestritt er mindestens 32 Länderspiele, in denen er 64 Tore erzielte.